# 2006-os finnországi elnökválasztás

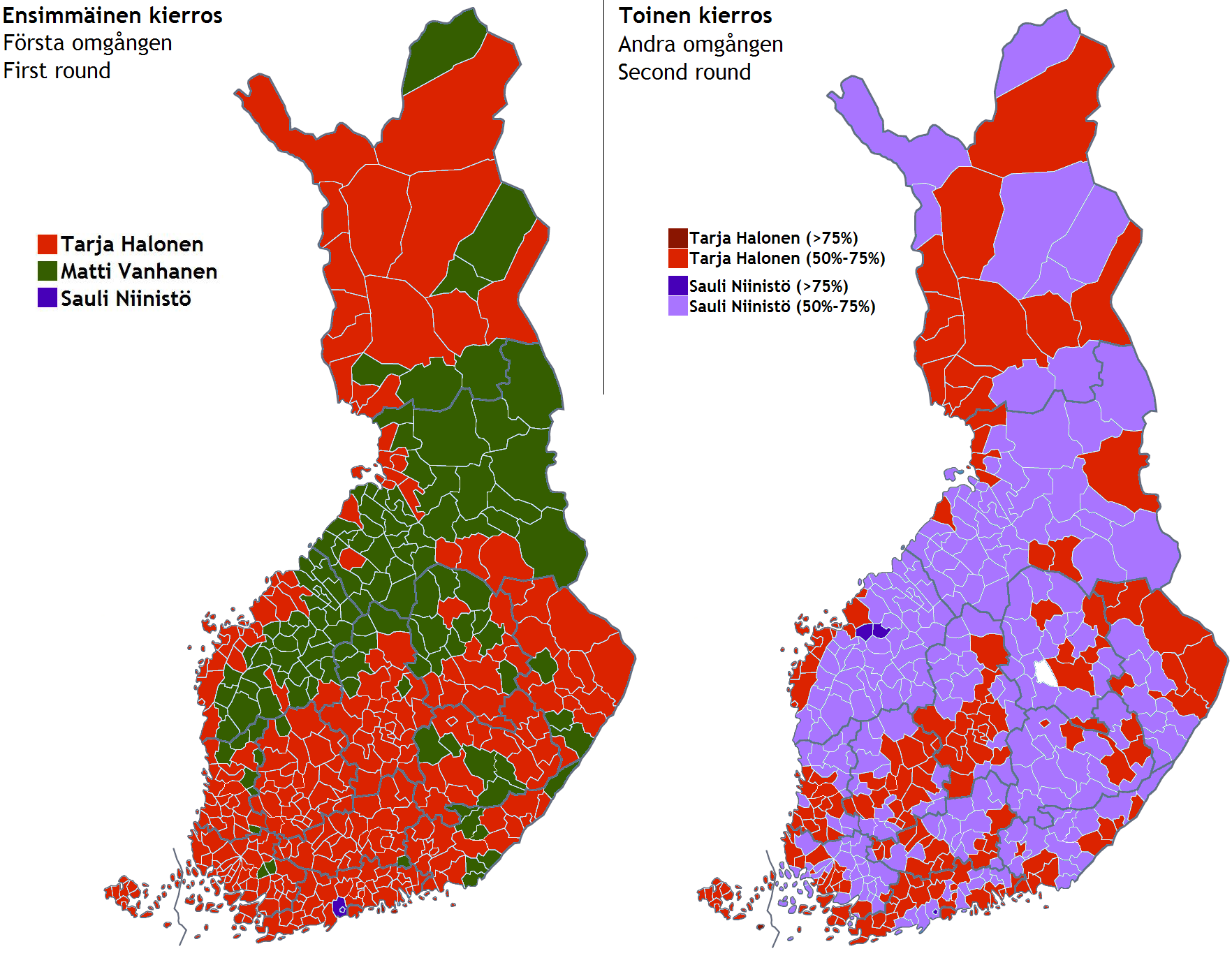
Az első (bal oldali ábra) és a második (jobb oldali ábra) fordulóban legtöbb szavazatot kapott jelöltek területi megoszlása

Ez a szócikk a 2006-os finnországi elnökválasztásról szól, mely az 1919-óta tartó finnországi elnökválasztások sorában a tizenhetedik volt. Finnországban 6 évenként választanak államelnököt, legutóbb 2000-ben választottak, amikor Tarja Halonent választották meg a finn állampolgárok. A 2006-os választásokat január 15-én és január 29-én tartották.
Az első forduló eredményei:
| Jelölt         | Párt                  | Szavazatok | Szavazatok |
| Jelölt         | Párt                  | száma      | százalék   |
| -------------- | --------------------- | ---------- | ---------- |
| Tarja Halonen  | Szociáldemokrata Párt | 1 397 030  | 46,3       |
| Sauli Niinistö | Nemzeti Koalíció      | 725 866    | 24,1       |
| Matti Vanhanen | Centrum Párt          | 561 990    | 18,6       |
| Heidi Hautala  | Zöld Liga             | 105 248    | 3,5        |
| Timo Soini     | Igaz Finnek           | 103 492    | 3,4        |
| Bjarne Kallis  | Kereszténydemokraták  | 61 483     | 2,0        |
| Henrik Lax     | Svéd Néppárt          | 48 703     | 1,6        |
| Arto Lahti     | független             | 12 989     | 0,4        |

A második fordulót január 29-én tartották.
A második forduló eredményei:
| Jelölt         | Párt                  | Szavazatok | Szavazatok |
| Jelölt         | Párt                  | száma      | százalék   |
| -------------- | --------------------- | ---------- | ---------- |
| Tarja Halonen  | Szociáldemokrata Párt | 1 630 833  | 51,8       |
| Sauli Niinistö | Nemzeti Koalíció      | 1 517 947  | 48,2       |